# Bathyteuthoidea
Bathyteuthoidea è una superfamiglia di molluschi cefalopodi, unico appartenente all'ordine Bathyteuthida.
I Bathyteuthida sono un ordine di Decapodiformes che ha dei caratteri (come l'assenza di cornea sull'occhio, la presenza di tasche tentacolari in posizione cefalica e la presenza di ventose sui supporti buccali) che si ritrovano nei Myopsida e altri (come gli ovidutti pari) tipici degli Oegopsida. Le due famiglie sono composte ognuna di un solo genere ed entrambe comprendono specie a vita meso e batipelagica.